# Antoine Varlet
Pour les articles homonymes, voir Varlet.
Antoine Varlet (Grivegnée, 1er août 1893 - Ixelles, 17 novembre 1940) est un architecte belge qui s'est spécialisé dans la construction d'immeubles à appartements de grand standing, de style Beaux-Arts, puis de style Art déco, dont il était souvent lui-même le promoteur et commanditaire.

## Biographie
Antoine Varlet est, avec Michel Polak et Sta Jasinski, un des pionniers de la construction d'immeubles à appartements à Bruxelles.
Ses débuts et sa formation sont encore mal connus. Son nom apparaît pour la première fois dans l'environnement bruxellois en 1923 pour un complexe industriel au 42, rue de la Gare à Etterbeek en collaboration avec son frère cadet l'architecte Walthère Varlet. Encore en 1923, ils rénovent ensemble une maison de style néoclassique au 27, rue de l'Est où ils sont qualifiés d'« entrepreneurs Varlet frères ».
Il signe en 1927 son premier immeuble à appartements répertorié au 110, avenue de Tervueren, témoignant déjà d'une grande maturité dans son art.
Adepte, comme son confrère Pierre De Groef, du style Beaux-Arts en pleine époque Art déco, il se tourna pourtant rapidement à partir de 1929 vers un style Art déco mâtiné de style Beaux-Arts. Comme il est mort jeune et n'a pas participé après guerre à l'efflorescence des immeubles à appartements, son œuvre, qui marque le paysage bruxellois, n'a pas encore fait l'objet d'une étude approfondie.
Il affectionnait particulièrement la construction d'immeubles d'angle, qui donnent une plus vaste perspective.

## Vie privée
Antoine Varlet est le fils de Théodore Varlet et d'Anne Collard. Il épouse le 18 décembre 1919 Augusta Debled, née à Huy le 9 janvier 1897, qui dans les années vingt, à une époque de grande effervescence artistique bruxelloise, tenait une galerie d'art d'avant-garde rue de la Loi.

## Œuvres

### Débuts
- 1923 : avec son frère Walthère Varlet à Etterbeek, rue de la Gare, n° 42, complexe industriel composé d'un grand entrepôt ouvrant sur une cour sur laquelle donnent une conciergerie, une écurie et diverses annexes[9].
- 1923 : avec son frère Walthère Varlet, à Schaerbeek, 27, rue de l'Est, séparation en deux habitations et modification d'une maison de style néoclassique. Ils sont alors qualifiés d'«entrepreneurs Varlet frères».

### Période Beaux-Arts
- 1927 :  avenue de Tervueren 110[5] ;
- 1928 : rond-point Robert Schuman 8-9[5] ;
- 1929-1930 : avenue de Cortenbergh 43, à l'angle de l'avenue de la Renaissance 1[10], immeuble à appartements de style Beaux-Arts[1].

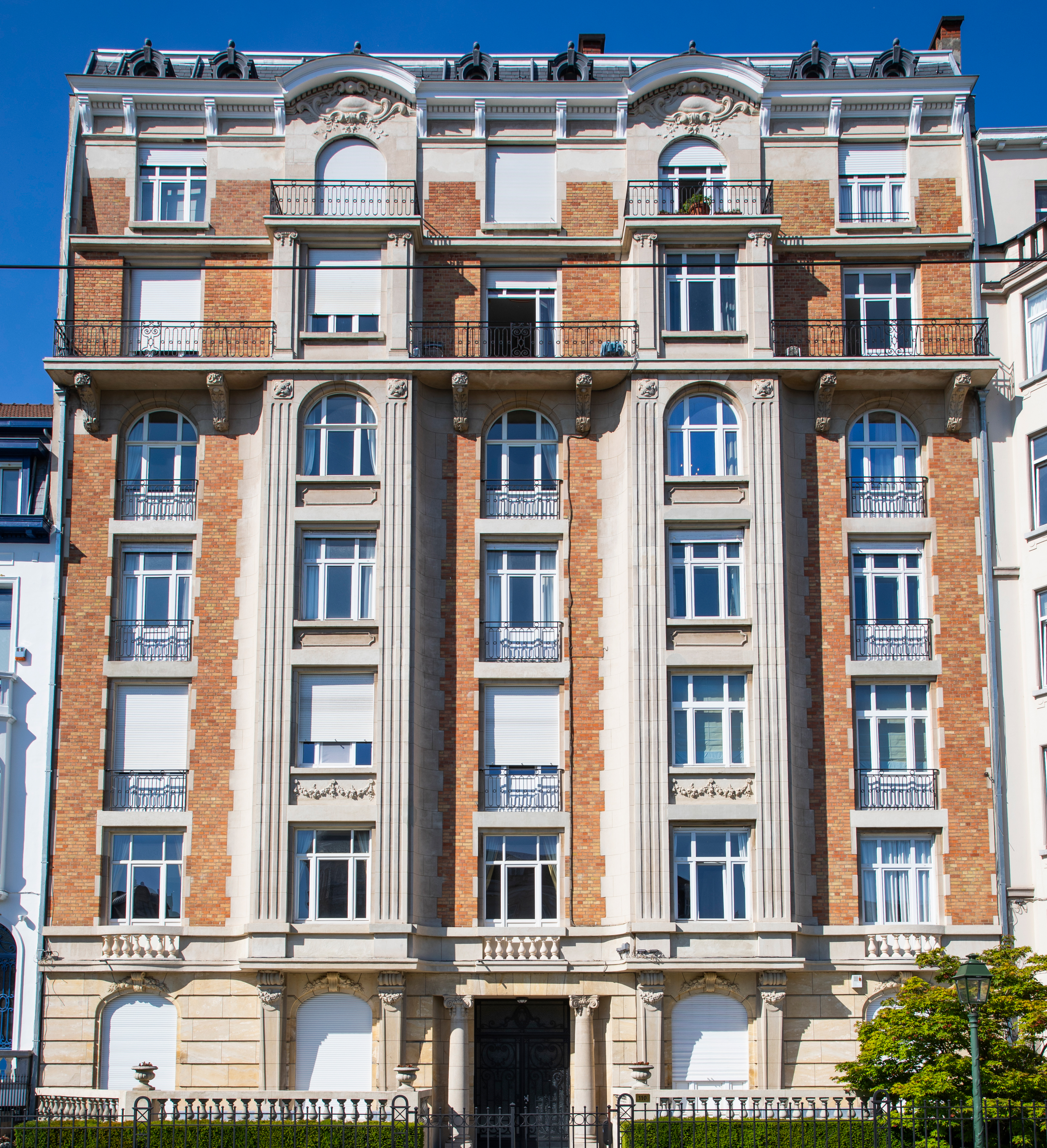
Immeuble avenue de Tervueren, 110.
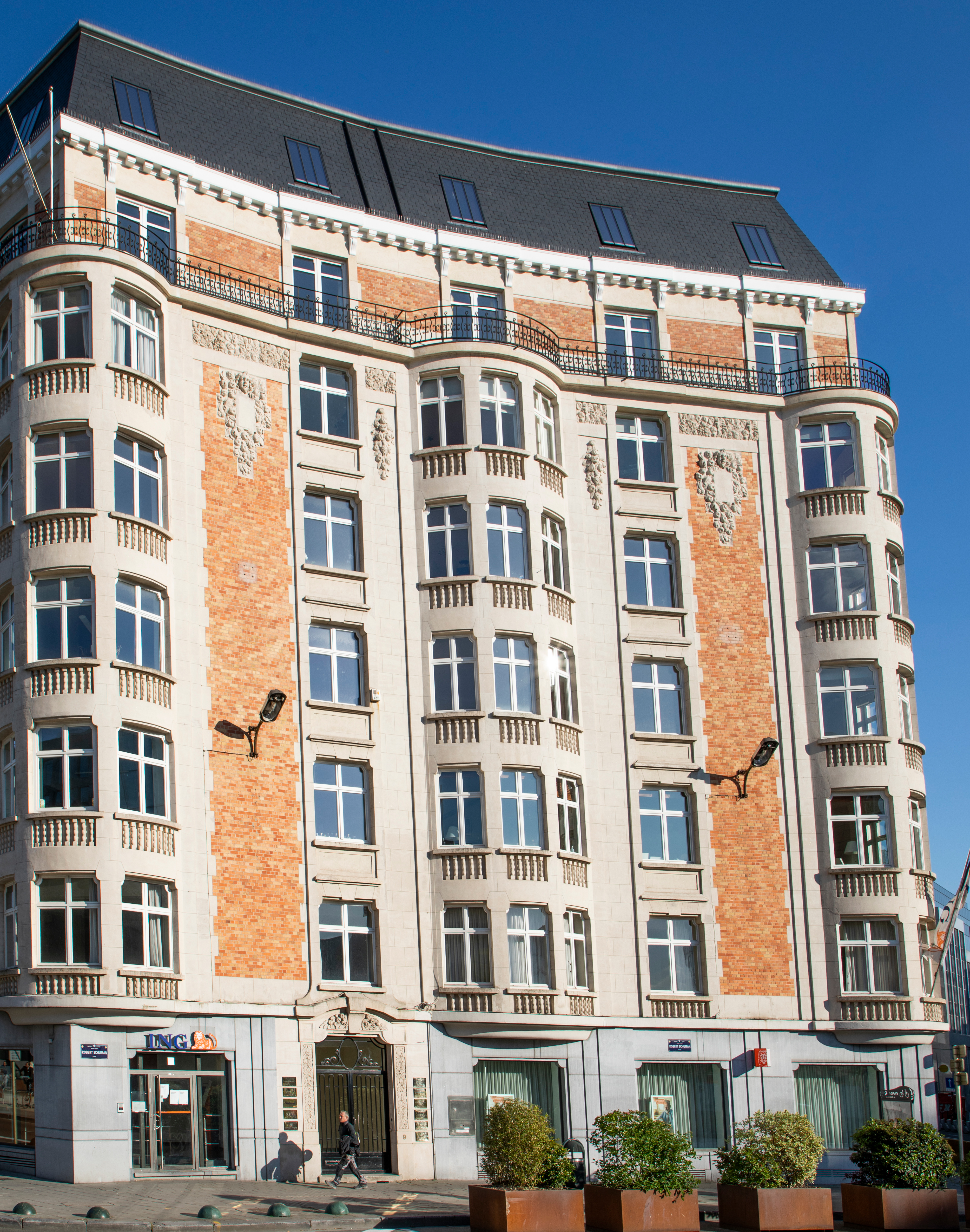
Immeuble Rond-point Robert Schuman, 8-9 (1928).
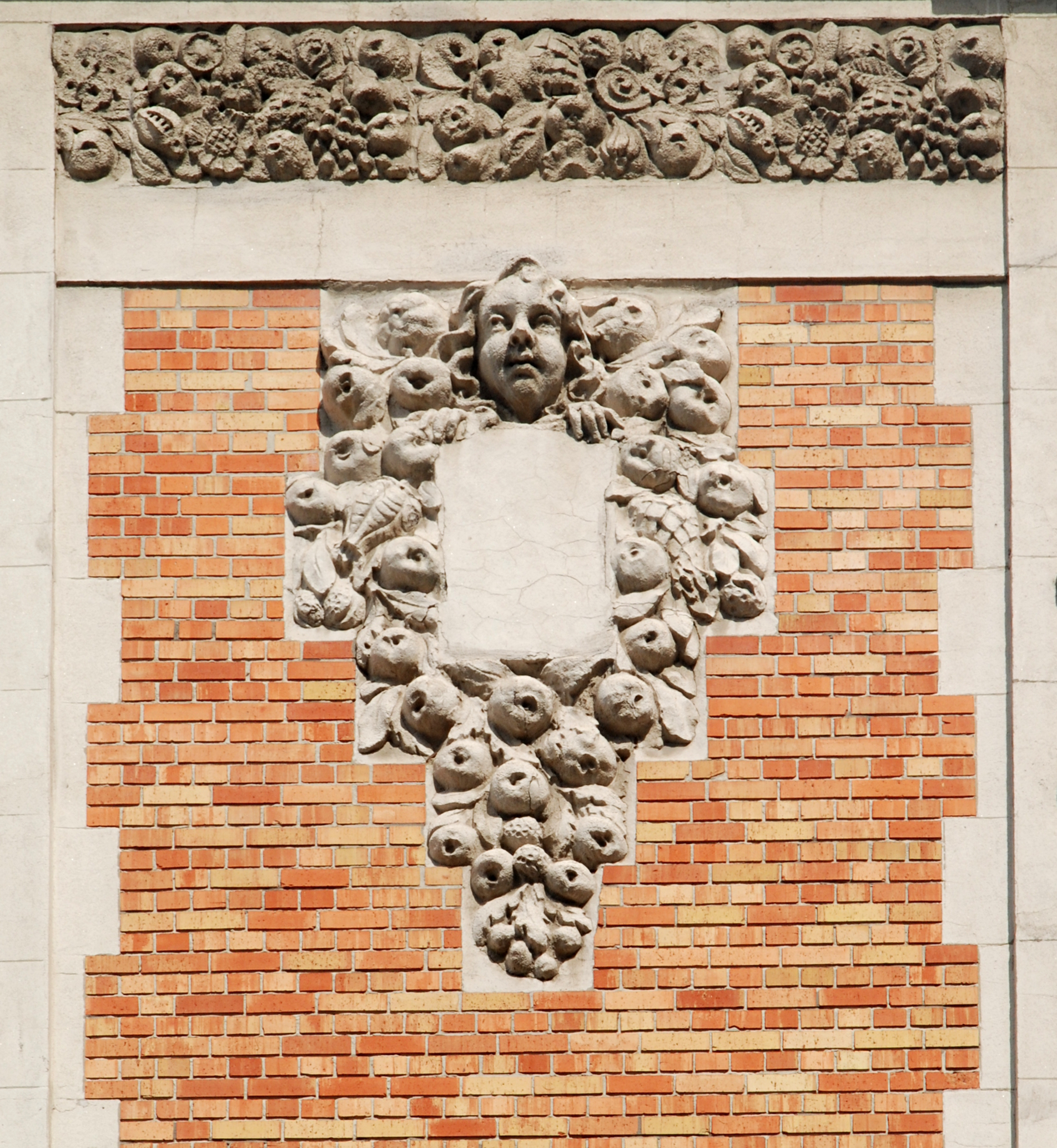
Ornement Beaux-Arts de l'immeuble du rond-point Schuman.
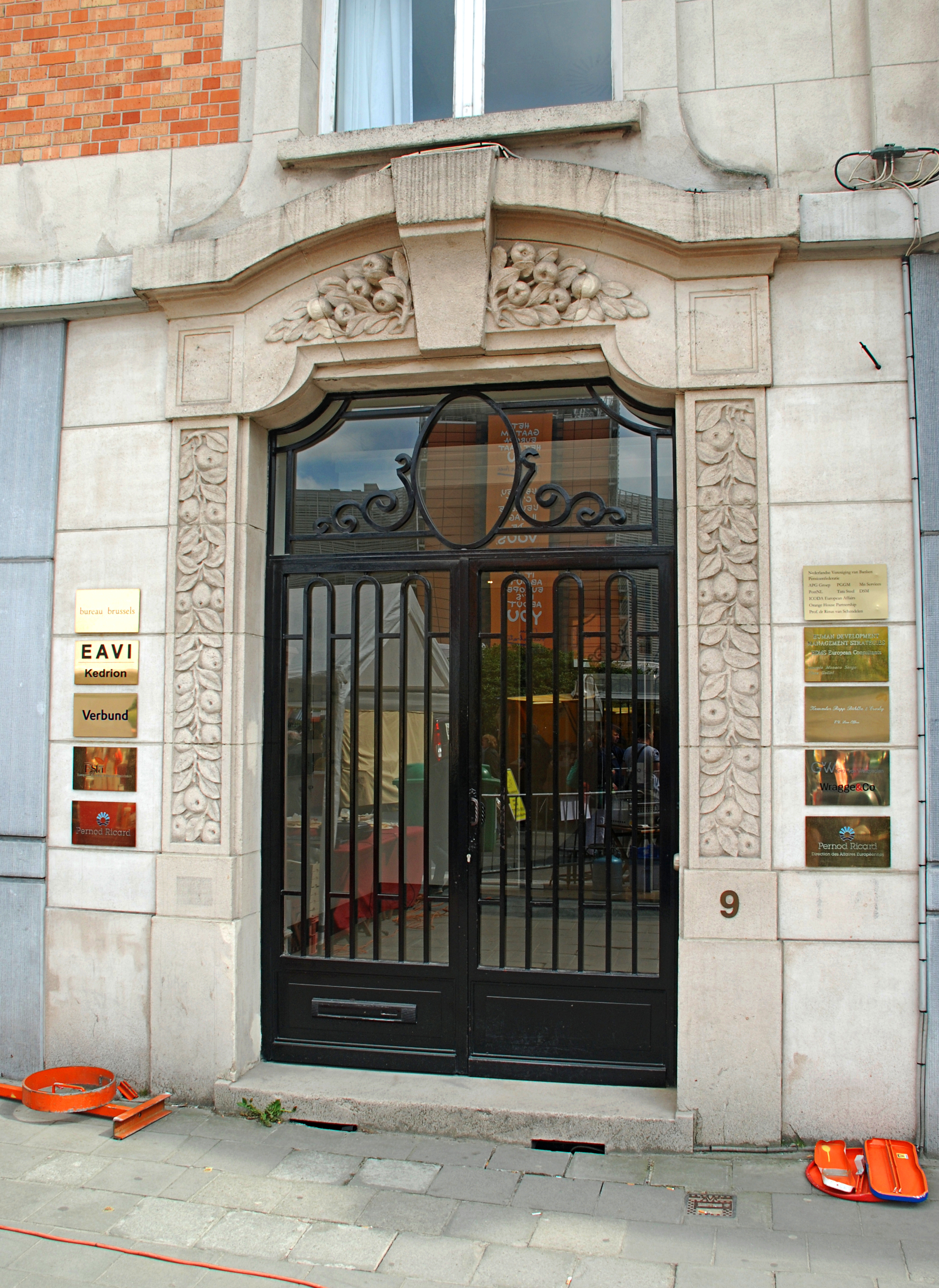
Porte de l'immeuble du rond-point Schuman.
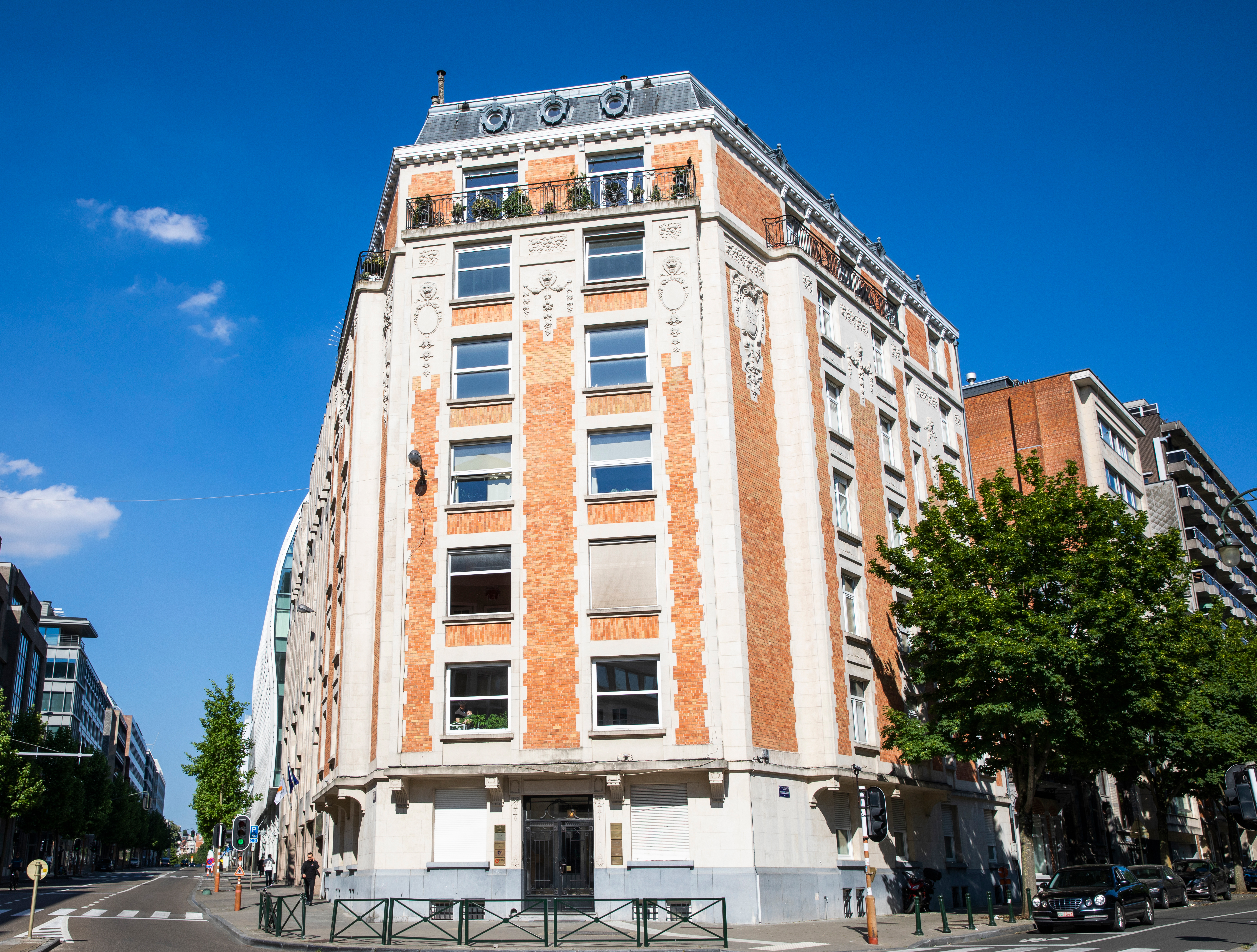
Avenue de Cortenbergh 43, au coin l'avenue de la Renaissance 1.
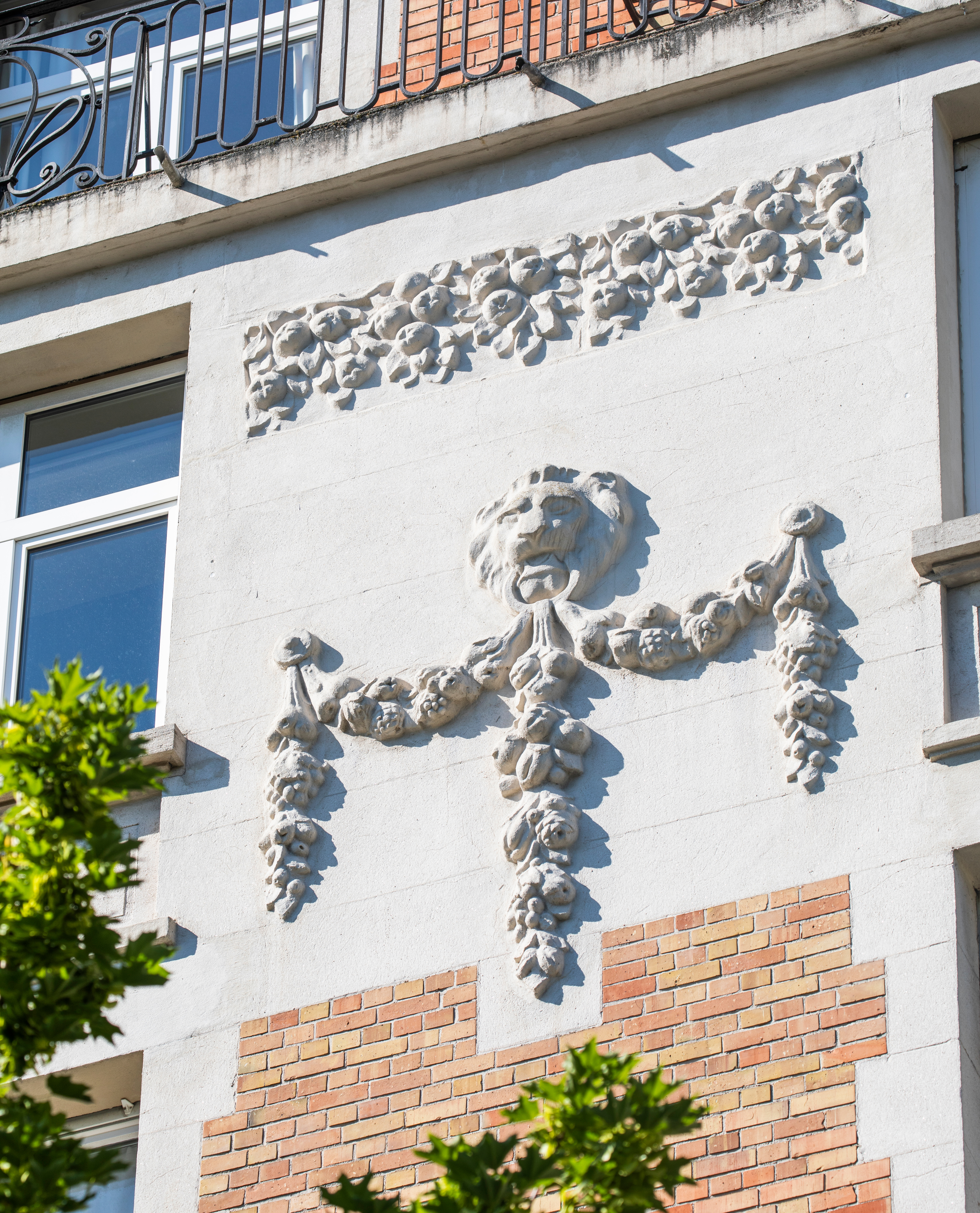
Ornement Beaux-Arts de l'immeuble de l'avenue de la Renaissance.
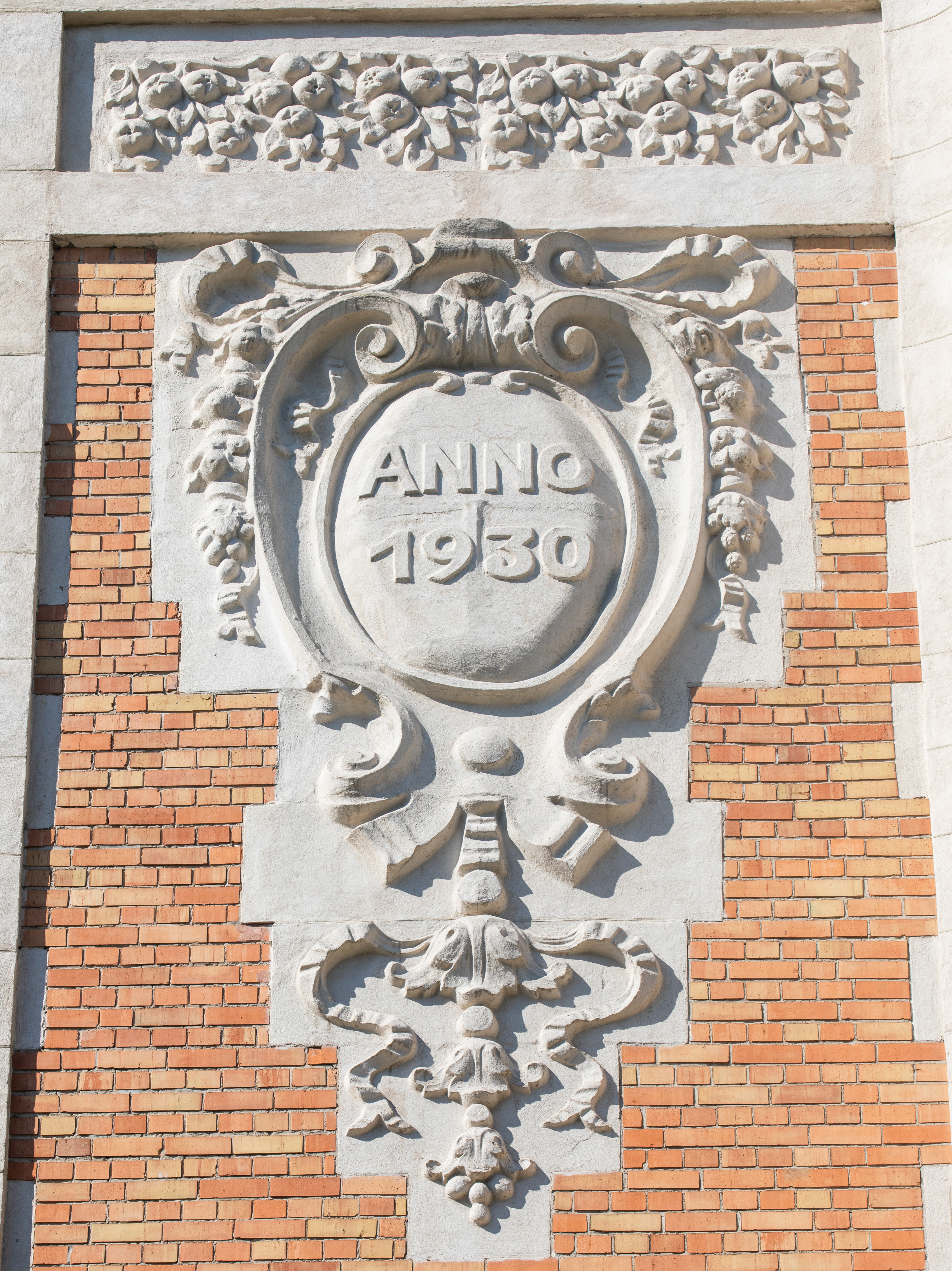
Immeuble de l'avenue de la Renaissance.

### Période Art déco
À partir de 1929, il commence à s'imprégner de la tendance dominante Art déco, tout en gardant dans son bâti de nombreux éléments propres au style Beaux-Arts : façades de briques rouges ou orangées, bordées de pierre blanche ou simili pierre blanche, portes en fer forgé, et remplissage des espaces par des bas ou hauts-reliefs décoratifs, atténuant une certaine froideur de l'Art déco. Il crée ainsi un style mixte qui lui est propre.
- 1929 : avenue de l'Hippodrome 1, angle de l'avenue des Klauwaerts 2[11], immeuble à appartements de style Art déco, en collaboration avec Fernand Symons[12]. Le rez-de-chaussée était l'habitation personnelle de l'architecte ;
- 1930 : avenue Franklin Roosevelt 82-84, à l'angle de l'avenue de l'Orée, ensemble de deux immeubles à appartements de style Art déco[13] ;
- 1931 : avenue Franklin Roosevelt 110, à l'angle de l'avenue des Scarabées, immeuble à appartements d'inspiration Art déco sur lequel on peut observer l'ancienne dénomination Avenue des Nations, gravée sur la façade[14] ;
- 1933 : avenue Louise 105, à l'angle de la rue Blanche, immeuble à appartements Art déco, remplaçant un hôtel de maître de l'architecte Émile Janlet[15].
- 1934 : avenue Louise 142[5] ;
- 1935 : avenue de la Toison d'Or[16], 66-66a, immeuble à appartements Art déco à décor Beaux-Arts[16] ;
- rue de la Loi 83[5].

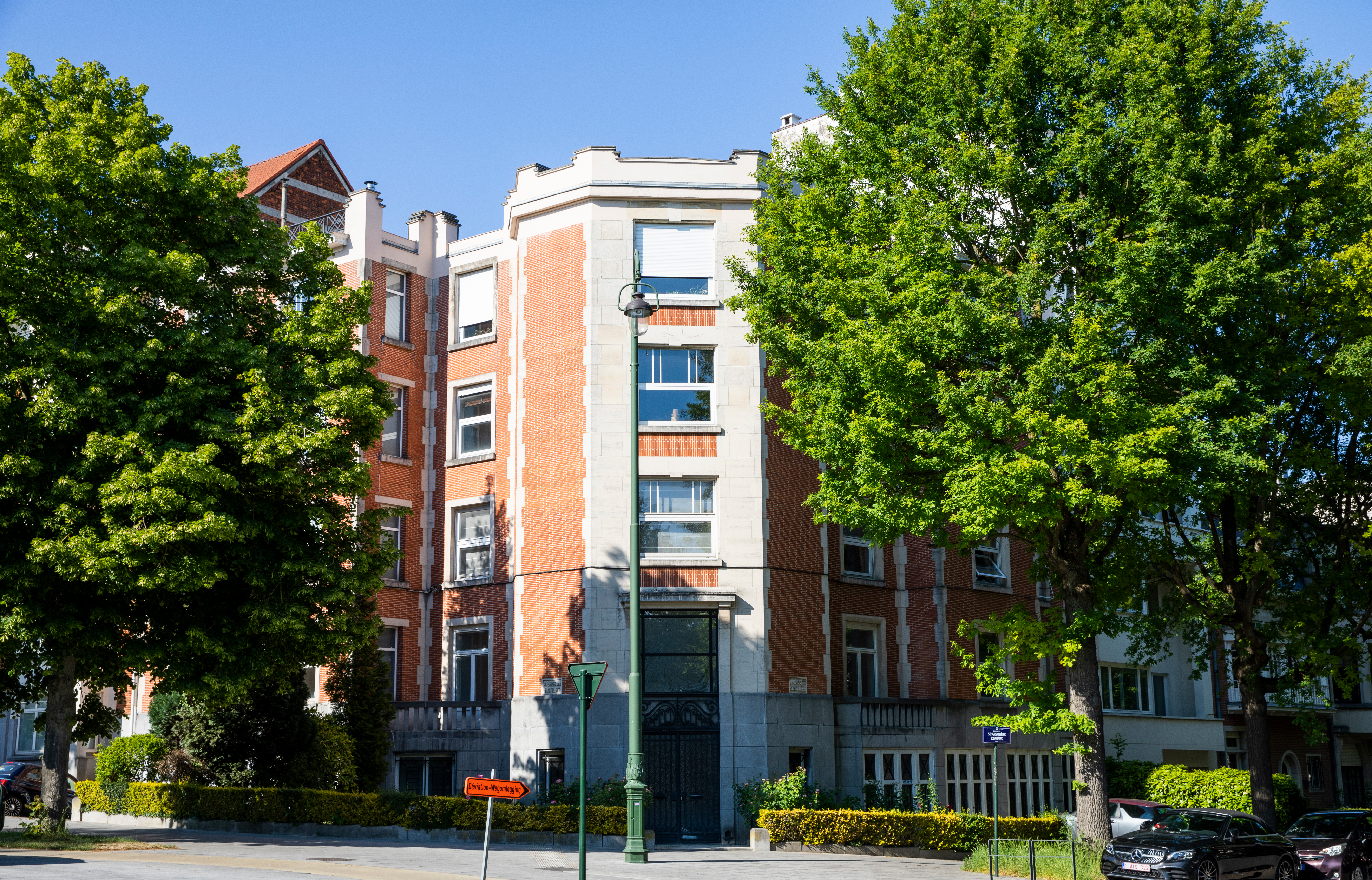
110 avenue Franklin Roosevelt
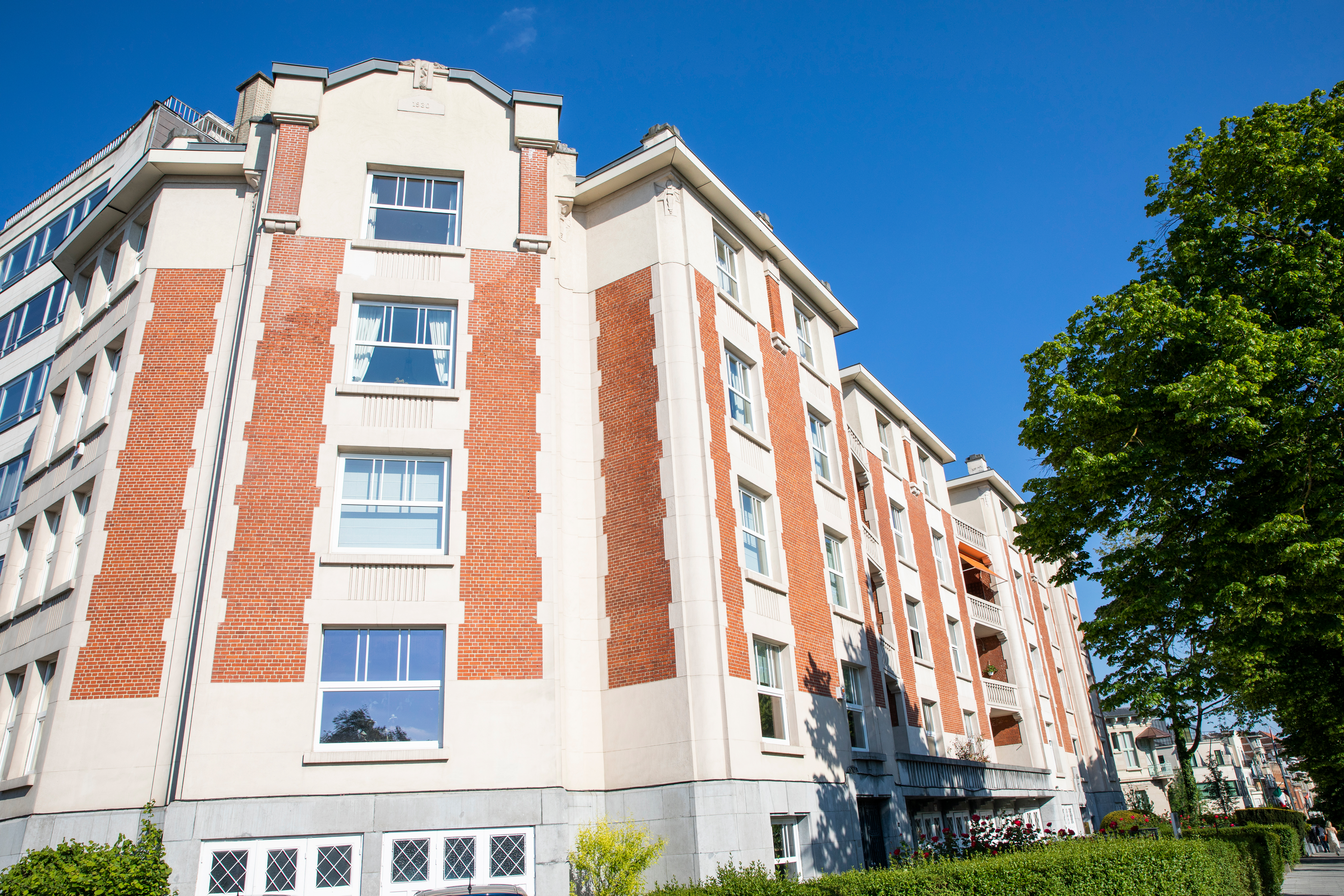
82-84 avenue Franklin Roosevelt
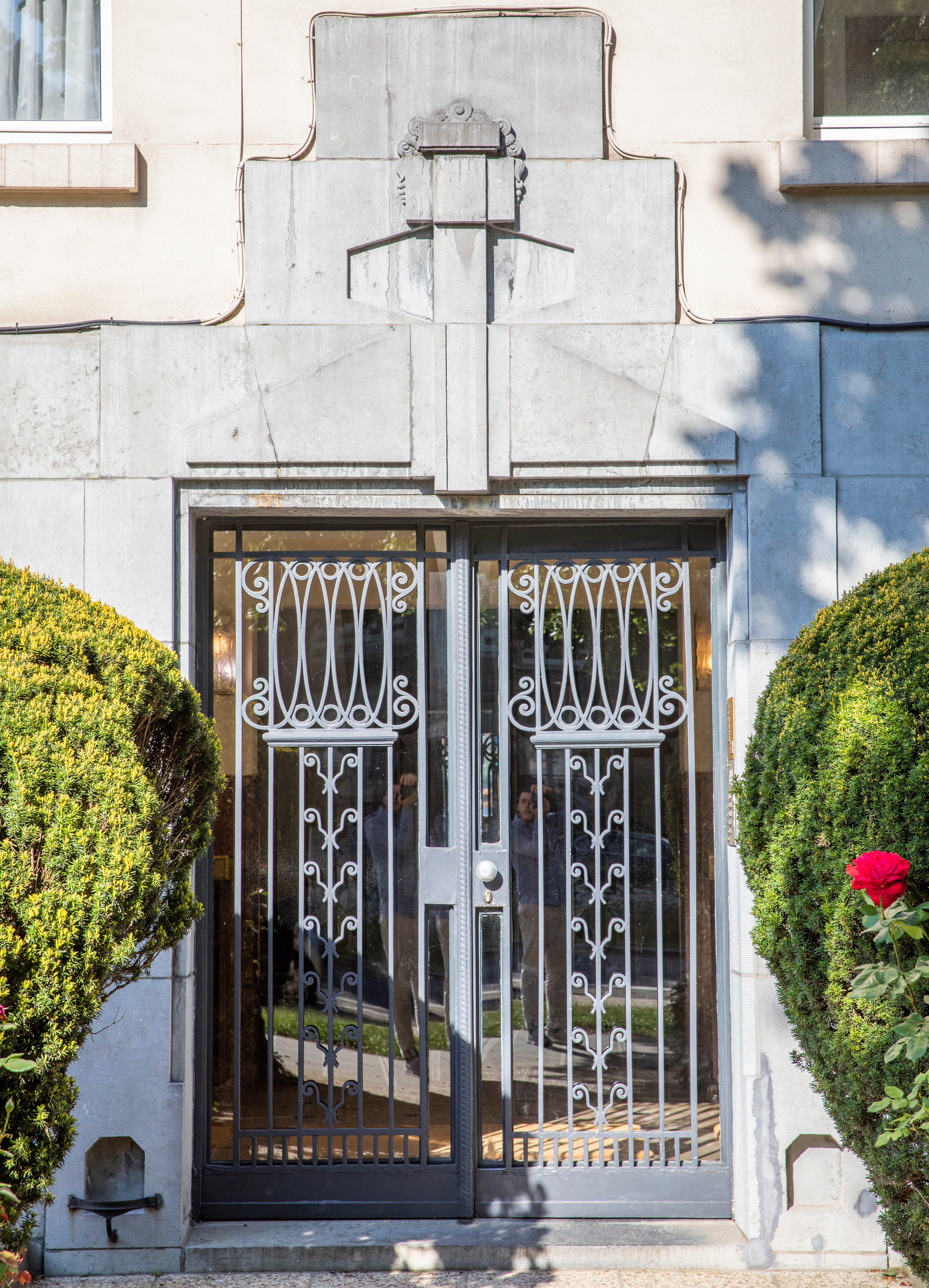
Porte du 82-84 avenue Franklin Roosevelt
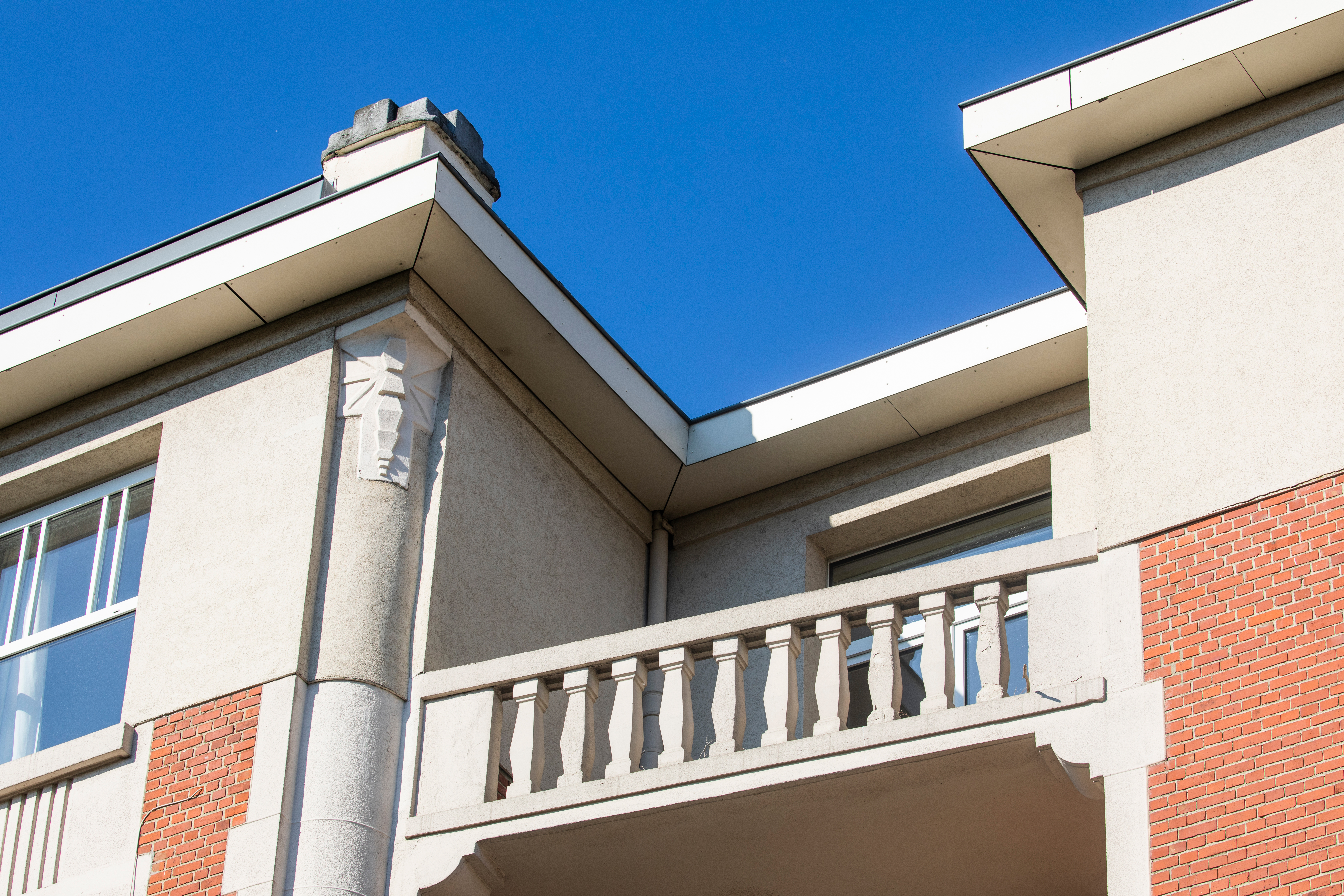
Balcon au 82-84 avenue Franklin Roosevelt

## Décorations
- Médaille de la Victoire
- Médaille commémorative de la guerre 1914-1918